# أوريستيس المقدوني
أوريستيس المقدوني (باليونانية القديمة:Ὀρέστης ὁ Μακεδών) كان ابن الملك أرخيلاوس الأول المقدوني والوريث الشرعي لملك أبيه المقتول. حكم بين العامين 399 - 396 قبل الميلاد سويّة مع ولي أمره (الوصي عليه) أيروبوس الثاني المقدوني ويذكر المؤرخ ديودورس الصقيلي بأن أيروبوس الثاني المقدوني وبعد أربع سنوات من الحكم المشترك مع أوريستيس قام باغتياله واستفرد بالملك لنفسه.